# TeXworks
TeXworks è un software libero pubblicato sotto licenza GNU GPL per i sistemi operativi Windows, GNU/Linux e Mac OS X. Si tratta di una interfaccia grafica per il software TeX (un'applicazione di tipografia digitale) e le sue estensioni LaTeX, ConTeXt e XeTeX.
TeXworks richiede una installazione di TeX: TeX Live, MiKTeX o proTeXt.